# Перч (одиниця вимірювання)
Перч як одиниця вимірювання використовуються для вимірювання довжини, площі та об'єму в ряді систем одиниць. Перч залишається стандартизованою одиницею земельної площі в Шрі-Ланці, еквівалентний 25 м ².

## Походження
Перч походить від італійського «Pertica». Виникнувши в стародавньому Римі, поширюється в Римській імперії і, ймовірно, знову введений в Англії за часів нормандського завоювання в 1066 році. У Римській імперії, Франції та Англії він також може позначати площу, а серед будівельників середньовіччя — об'єм.

## Довжина
Перч в Римі дорівнював 10 футів (3,0 м), а у Франції коливався від 10 футів (Римський Перш) до 22 футів (Перш д'Арпент — мабуть 1/10 польоту стріли — близько 220 футів). За визначенням древніх римлян, Арпент склав 120 римських футів.
В Англії Перч був офіційно визнаний застарілим на користь роду ще в XV столітті, проте місцеві звичаї підтримували його використання. У XIII столітті Перч варіював як 18, 20, 22 і 24 футів (7,3 м), і навіть в кінці 1820 року в доповіді Палати громад відзначаються відповідність 16,5, 18, 21, 24 і навіть 25 футам (7,6 м). В Ірландії Перч був стандартизований в 21 фут (6,4 м), що робить ірландські Чейн, Фурлонг та милі пропорційно більші на 27,27 %, ніж «стандартні» Англійські міри.
Род як міра була стандартизована Едмундом Гюнтером в Англії в 1607 році як одна чверть чейна (66 футів), або 16 1/2 футів (5 1/2 метрів) завдовжки.

## Площа
Як одиниця площі Перч (стандартно 16,5 квадратних футів) дорівнює роду, 30 1/4 квадратних ярдів, 25,29 квадратних метрів або 0,00625 акрів. 40 перчів становлять руд, 160 перчів — акр. Одиницю площі називають Перч, хоча точніше було б «квадратний Перч». Як не дивно, род також використовувався як одиниця площі, але він означав руд.
Очевидно, що регіональні тлумачення перчів буде приводити до різних результатів.

## Об'єм
Традиційна одиниця об'єму кам'яної кладки. Перч об'єму дорівнює обсягу кладки кам'яної стіни один Перч в довжину, 18 дюймів у висоту і 12 дюймів завтовшки. Це еквівалентно 24,75 кубічних футів, 0,916667 кубічних ярдів або близько 0,700842 кубічних метрів.